# إيمي مارتن
إيمي مارتن (بالإنجليزية: Amy Marie Martin)‏ هي مجدفة أمريكية، ولدت في 4 نوفمبر 1974 في هوود ريفير في الولايات المتحدة.

## وصلات خارجية
- إيمي مارتن على موقع الاتحاد الدولي للتجديف (الإنجليزية)
- إيمي مارتن على موقع اللجنة الأولمبية الدولية (الإنجليزية)
- إيمي مارتن على موقع أوليمبيديا (الإنجليزية)